# Почтовая улица (Рязань)
Почто́вая у́лица (до 1992 года — улица Подбельского, сегодня известна также как «Рязанский Арбат») — улица в историческом центре города Рязани. Начинается от площади Ленина, проходит через Почтовую площадь и заканчивается на перекрёстке улиц Некрасова и Новослободской. Является главной пешеходной, туристической и торговой улицей Рязани, пользуясь большой популярностью у туристов.

## История
Почтовая улица появилась в результате реализации первого генерального плана Рязани, принятого в 1780 году. Право быть главной улицей Переяславля-Рязанского Почтовая получила еще в XVIII веке при главе города М. Н. Кречетникове. Тогда при его усилиях один из главных торговых путей России, Москва-Астрахань, стал проходить через Рязань, через центральную улицу — Почтовую. Первоначально правительство Рязани хотело сделать Почтовую казенной улицей, но эту улицу облюбовали купцы и стали застраивать её каменными особняками. На первых этажах обычно располагались лавки и магазины, а на вторых конторы крупных компаний и банков. Название улица получила по открывшейся здесь в конце XVIII века отделению почты. К концу девятнадцатого началу двадцатого века на Почтовой проводят водопровод, электричество и телефонные провода. Также открывают 5 кинотеатров. В 1920 году улицу переименовали в честь В. Н. Подбельского. В 60-х годах устанавливают современный памятник Ленину. Также в это время строят два шестиэтажных здания: Горисполком и жилой дом. В 1962 году строится современное здание почты. В XXI веке улице вернули первоначальное название. А в 2014 году Почтовая подверглась масштабной реставрации. А с 2015 году на Почтовой проводятся муниципальные праздники и фестивали.
Улица Почтовая носит народное название Почтовка, Подбелка, Шалопаевка и Рязанский Арбат. 

## Достопримечательности

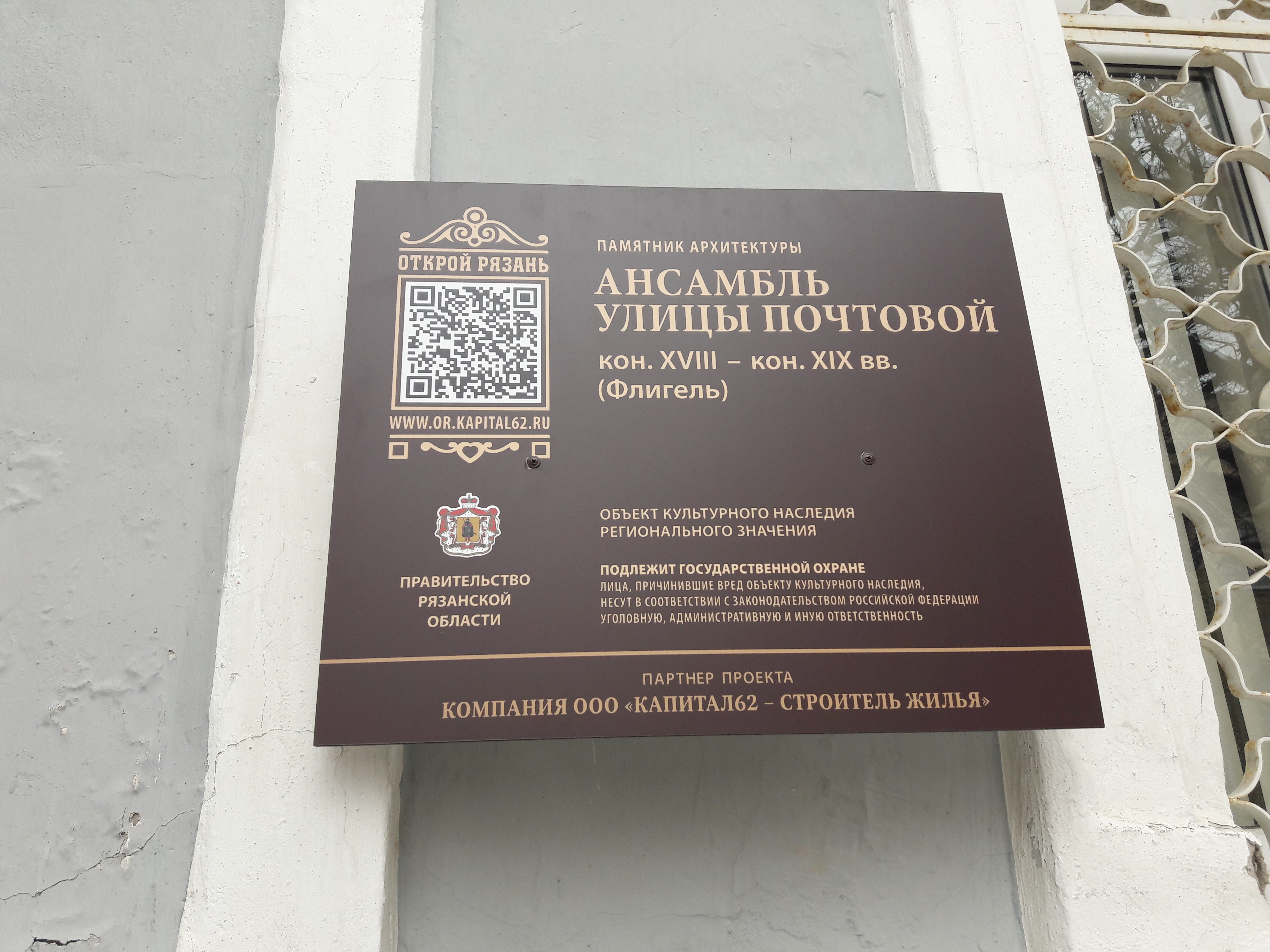
Доска, рассказывающая об истории здания

- Доска, рассказывающая об истории зданияБольшое количество памятников архитектуры XVIII—XIX веков сохранились на Почтовой улице, поэтому многие здания являются памятниками истории и архитектуры федерального и регионального значения.
- Дом № 50. Здание Рязанской областной Думы. Одно из самых красивейших зданий Рязани. До революции являлось зданием Дворянского собрания. Выполнено в стиле классицизм. Здание удивляет красивой каменной резьбой цветов и с канделябровыми колоннами.

Памятник Евпатию Колаврату

- Памятник легендарному рязанскому богатырю Евпатию Колаврату по прозвищу Неистовый, который выступил против татаро-монгольского войска во время разорения Рязани в 1237 и является героем «Повесть о разорении Рязани Батыем».
- Дом № 51. Дом Купеля, построенный в конце XIX века. Сегодня здание Министерства финансов Рязанской области. До революции являлось самым известным в губернии ателье. Самое интересное фасад здания, выполненный в модном тогда русском или Новомосковском стиле из кирпича с закругленными контрфорсами, псевдо колоннами и другими архитектурными элементами.Дом в русском стиле

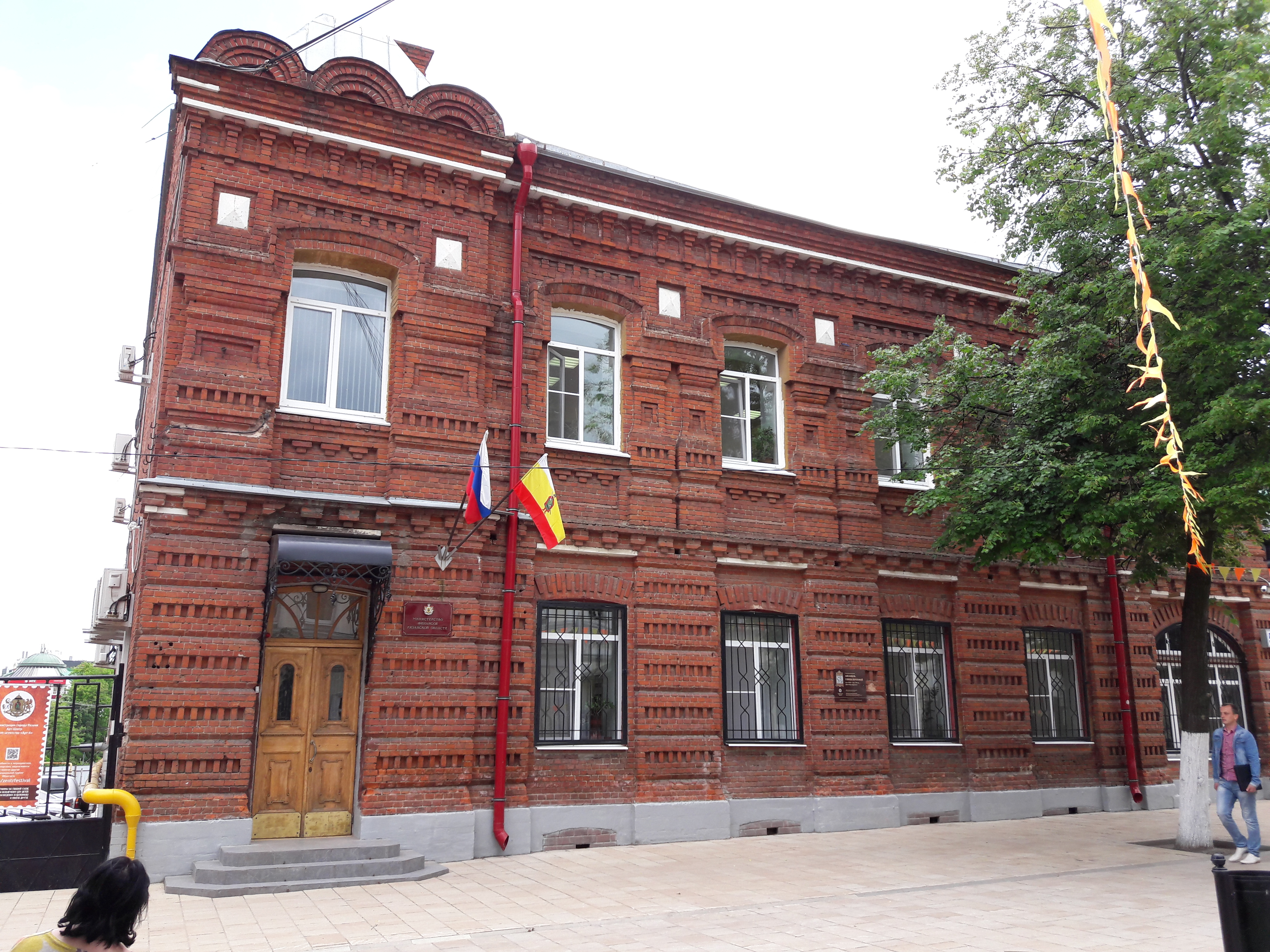
Дом в русском стиле

- Столб с указателями. На указателях названия городов — рязанских побратимов и расстояния до них.Столб

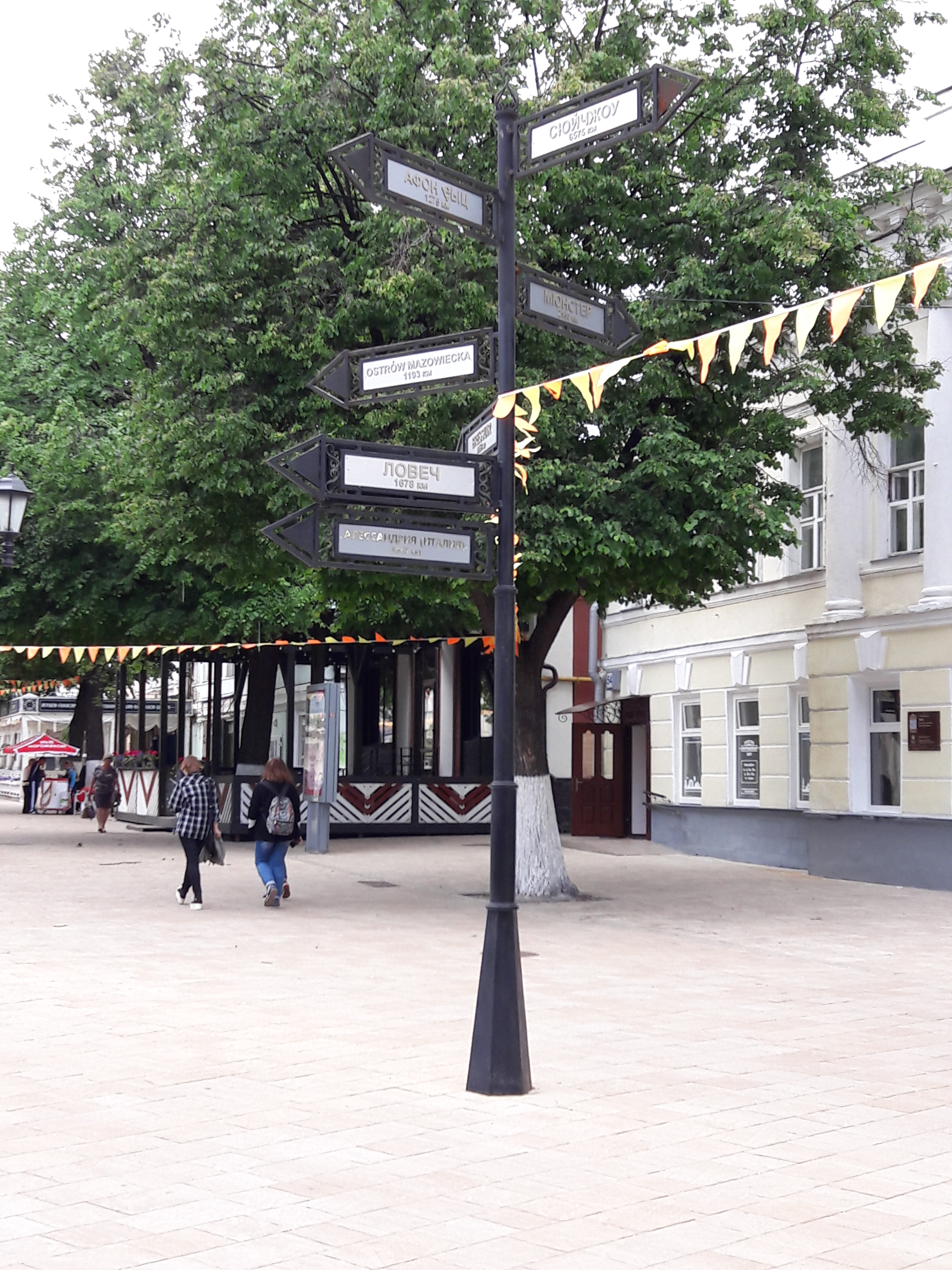
Столб

- Дом № 55. Дом Михайлова. До революции в этом здании располагалась лучшая гостиница Рязани (купца Михайлова). На первом этаже были витрины с электрической подсветкой(первая в Рязани), а на третьем баня.
- Дом № 63. Бывшее здание кинотеатра «Дарьялы», который в 1917 году посетил Сергей Есенин. Сегодня Рязанская Областная Детская Библиотека. Кинотеатр работал с 1912 до 1917.
- Бывшее здание Почтового двора с флигелями XVIII века. В этом здании в годы Великой Отечественной войны размещался городской радиоузел, откуда передавались сводки Совинфгорбюро и предупреждения об авианалетах. Именно отсюда 9 мая 1945 года было транслировано сообщение о Победе.
- Дом № 40. Здание Главпочтамта. Ранее здесь располагался дом купца Рудометкина с лучшей в городе кондитерской.Старый Почтовый двор

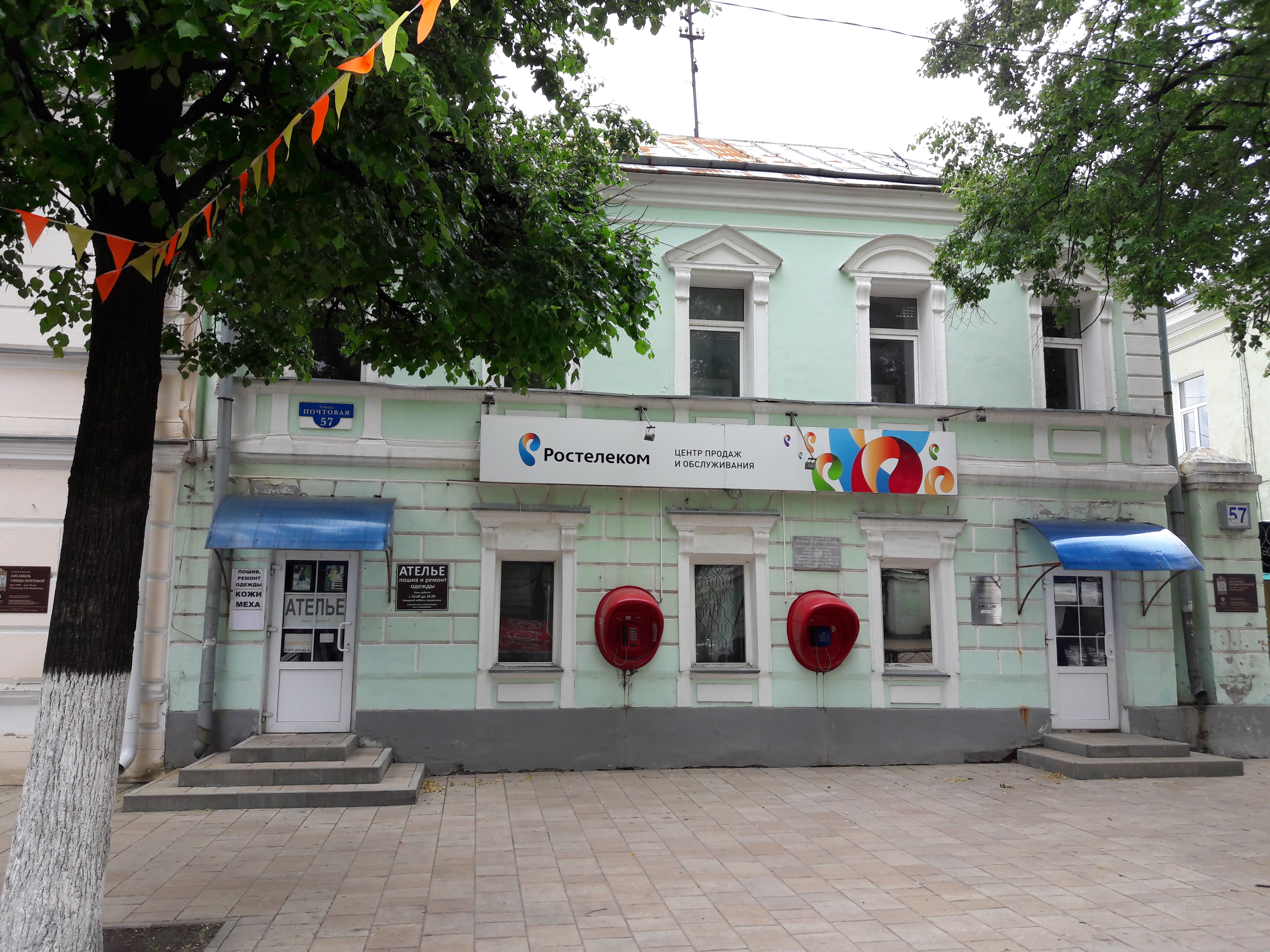
Старый Почтовый двор